# SirYakari
SirYakari je český youtuber, zabývající se tvorbou videí o hře Minecraft. Zatím však veřejně neodhalil své občanské jméno ani svou podobu.
Publikuje například sérií videí 100 hráčů v Minecraftu, v nichž pořádá různé soutěže a výzvy. Často natáčí hru v herním módu Ultra Hardcore či vysvětluje použití pokročilých prvků hry, například tvorbu automatizovaných farem. Také zde najdete videa s minecraft módy. 
Jeho sledovanost je vysoká zejména mezi dětmi mladšího školního věku, jak vyplývá z průzkumů a zmínek v řadě diplomových a bakalářských prací, zabývajících se vlivem youtuberů na děti školního věku, i v článcích na internetu. V průzkumech z roku 2020 je zmiňován jako třetí nejsledovanější youtuber v kategorii žáků 3.–5. tříd. Česká školní inspekce jej ve svém dokumentu Inspirace pro rozvoj čtenářských dovedností jako jediného youtubera jmenovitě zmínila jako vhodnou inspiraci pro děti.
Ve filmu Minecraft film (v anglickém originále A Minecraft Movie) se SirYakari, spolu s dalším minecraftovým youtuberem Hejlovcem, podíleli v menších rolích na českém dabingu. SirYakari dabuje postavu Chunguse, Hejlovec postavu Nitwitta.

## Tvorba
SirYakari dělí svou tvorbu mezi tři kanály: 
- SirYakari (založen 25. září 2013) je jeho hlavním kanálem, s nejvyšší sledovaností – k datu 21. května 2025 měl 944 tisíc odběratelů. Na tomto kanále se věnuje různým sériím, např. sérii Ultra Hardcore[13], sérii 100 hráčů...[14], sérii Minecraft ale...[15], nebo Přežil jsem x dní v x Minecraftu[16] a řadě dalších sérií a videí, jejichž hlavním tématem je hra Minecraft, zejména v obtížnějších variantách hry.
- SýrYakari (založen 5. dubna 2020) měl ke stejnému datu, 21. května 2025, 406 tisíc odběratelů. Kanál SýrYakari slouží ke publikování hry Minecraft na serverech jiných youtuberů či přímo hry s jinými youtubery. Publikuje zde také sérii 100 hráčů nebo mapy od fanoušků.
- SirkaYakari (od 23. října 2020), jeho třetí kanál, sledovalo k datu 21. května 2025 150 tisíc odběratelů. Na tomto kanálu publikuje méně často, většinou videa spíše o sobě, než o hře Minecraft.